# Misumenops californicus
Misumenops californicus är en spindelart som först beskrevs av Banks 1896.  Misumenops californicus ingår i släktet Misumenops och familjen krabbspindlar. Inga underarter finns listade i Catalogue of Life.